# Ray Brown
Raymond Matthews Brown (Pittsburgh, 1926. október 13. – Indianapolis, 2002. július 2.) amerikai bőgős.
Robusztus bőgőhang, kristálytiszta intonáció, sziklaszilárd tempó, ízléses improvizációk, megnyerő mosoly az arcon. Ha akadt muzsikus, aki megtestesítette az ideális jazzbőgős személyét, Ray Brown az volt.

## Pályakép
Pittsburghből New Yorkba költözött és azonnal bekerült a bebop sűrűjébe. Játszott Charlie Parker, Bud Powell, Dizzy Gillespie együtteseiben. Sok éven át Ella Fitzgeraldot kísérte, sőt a férje is volt egy ideig.
Oscar Peterson triójában vált világhírűvé. Jó évtizedig zenéltek együtt.
1966-ban Los Angelesbe költözött és stúdiózenészként hangfelvételek ezrein dolgozott. Hosszú pályafutásán mindig magas színvonal muzsikált és még utolsó éveiben is meg tudott újulni.
Utolsó lemezén Monty Alexander (zongora) és Russell Malone (gitár) volt a partnere.

## Díjak, elismerések
1995-ben Berklee Zeneművészeti Főiskolán a zeneművészeti doktori címet kapott. 2001-ben elnyerte egy a tudományért és művészetért adott osztrák kitüntetést, 2003-ban a bekerült a Down Beat Jazz Hall of Fame-ben. Első Grammy-díjat  kapott a Gravy Waltz című darabja.